# Petroleumslampe
En petroleumslampe er lampe, der lyser ved afbrænding af petroleum. Den blev opfundet af Ignacy Łukasiewicz i 1853.
Lampen består af en beholder til petroleum, der suges op gennem en væge til et lampeglas, hvori vægen kan brænde og derved giver petroleumslampen lys.
Petroleum reguleres ved vægestørrelsen i en lille skruemekanisme udenpå lampen, hvorved man skruer vægen op af beholderen, hvis man ønsker større flamme og henholdsvis ned, hvis man ønsker mindre flamme fra lampen.
I dag bruges hovedsageligt olielampe efter samme princip, dog med lampeolie som brændstof.